# Thập niên 30
Thập niên 30 hay thập kỷ 30 chỉ đến những năm từ 30 đến 39.